# N-甲基二乙醇胺
N-甲基二乙醇胺（MDEA）是一种无色透明的液体，带有氨味。它可以和水、乙醇和苯混溶。MDEA是叔胺，在化工、石油精炼、合成气生产及天然气中有着重要应用。

## 制备
N-甲基二乙醇胺可由甲胺水溶液和环氧乙烷反应得到，产物经常压蒸馏提纯。